# 聖ミカエル大聖堂 (青島)
聖ミヒャエル大聖堂（せいミヒャエルだいせいどう、中国語：聖彌愛爾大教堂）は、中華人民共和国山東省青島市にあるカトリック青島教区の司教座聖堂である。浙江路天主教堂とも呼ばれる。

## 歴史

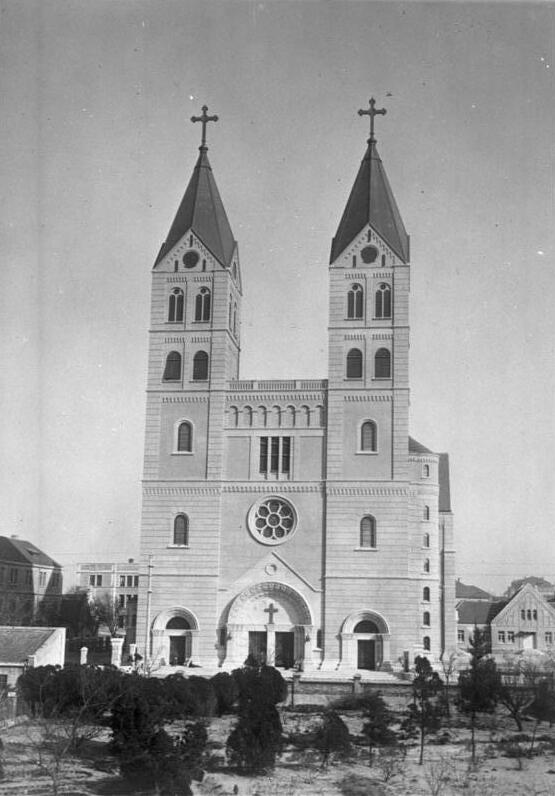
聖堂の写真、1935年

青島市旧市街浙江路の急な坂にあり、ドイツの占領期に建築が始まった。1934年、ドイツ人ゲオルク・ヴァイク（Georg Weig、中国名：維昌禄）が青島教区の初の司教である期間（1925年 - 1941年）に、新しく今日の大聖堂を建設した。

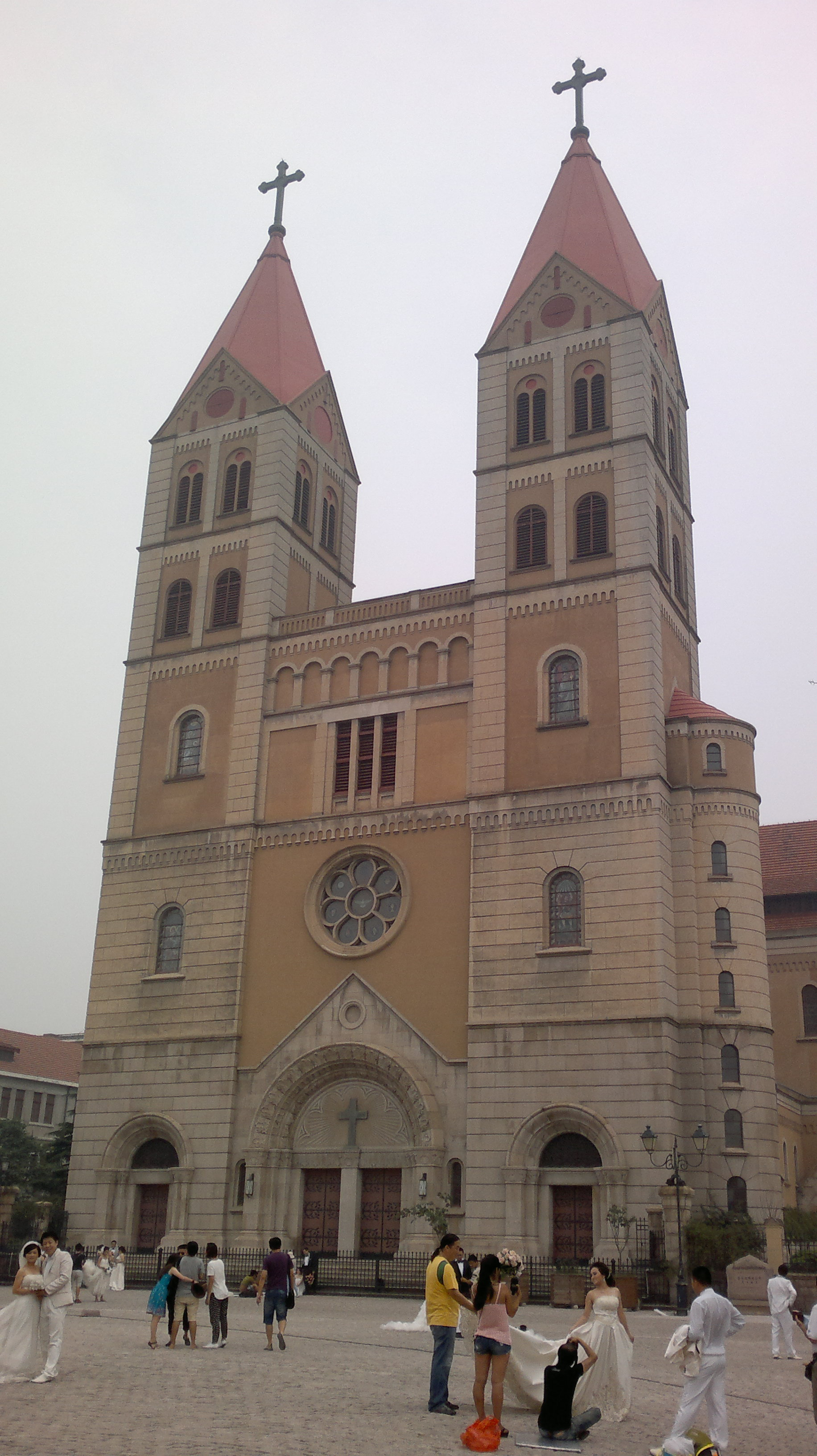
聖堂の写真, 2013

レンガと石の双塔建築で、かつては長い間青島で最も高い建築物であった。平面はラテン十字形で、正門は南向きである。立面はゴシック様式とロマネスク様式の折衷である。建築面積は3223.58平方メートルで、共占有地と合わせておよそ2,470平方メートルである。聖堂の2つの鐘楼の高さは56メートルで、塔の頂上にはそれぞれ4.5メートルの高さで1トン余りの大きな十字架があり、西塔の上部に一つの大鐘が掛かっており、東塔の上部には3つの小鐘が掛かっている。聖堂内部は古典的なドーム屋根を採用し、面積は1,896平方メートルで、大ホールの高さは18メートルである。大小の窓は、聖書中の故事を題材としたステンドグラスの図案で繋ぎ合わされている。聖堂内の壁、柱と屋根は黄、白色の漆喰で、模様と縫目は黄金色であり、屋根には合わせて7つの大型の銅製の吊り下げ式の電灯がある。元の聖堂前門上方にはパイプオルガンがあり、アジア最大で有名であったが、文化大革命の時に破壊に遭った。設計者はドイツ人の建築家アルトゥール・ビアルヒャ（Arthur Bialucha、中国名：畢婁哈）。
聖ミカエル大聖堂は相当長い間、青島で最も高い建築物であり、青島市街を形作る重要な構成部分で、かつ浙江路と肥城路の2つの大通りに相応しいものであった。
文化大革命の時期に破壊に遭い、修復後の1981年復活祭には、ミサに与ったり聖歌を歌う等の宗教活動が再開した。1999年から、宗教活動の無い時間は観光客に開放している。
1984年、市の一級文物保護単位にリストに加えられた。1992年は山東省文物保護単位のリストに、そして2006年には青島ドイツ建築の拡張分として全国重点文物保護単位のリストに加えられた。

## 参照項目
- 江蘇路基督経堂 (同じくドイツが青島市に建設した有名なプロテスタント教会)